# Tom Kalin

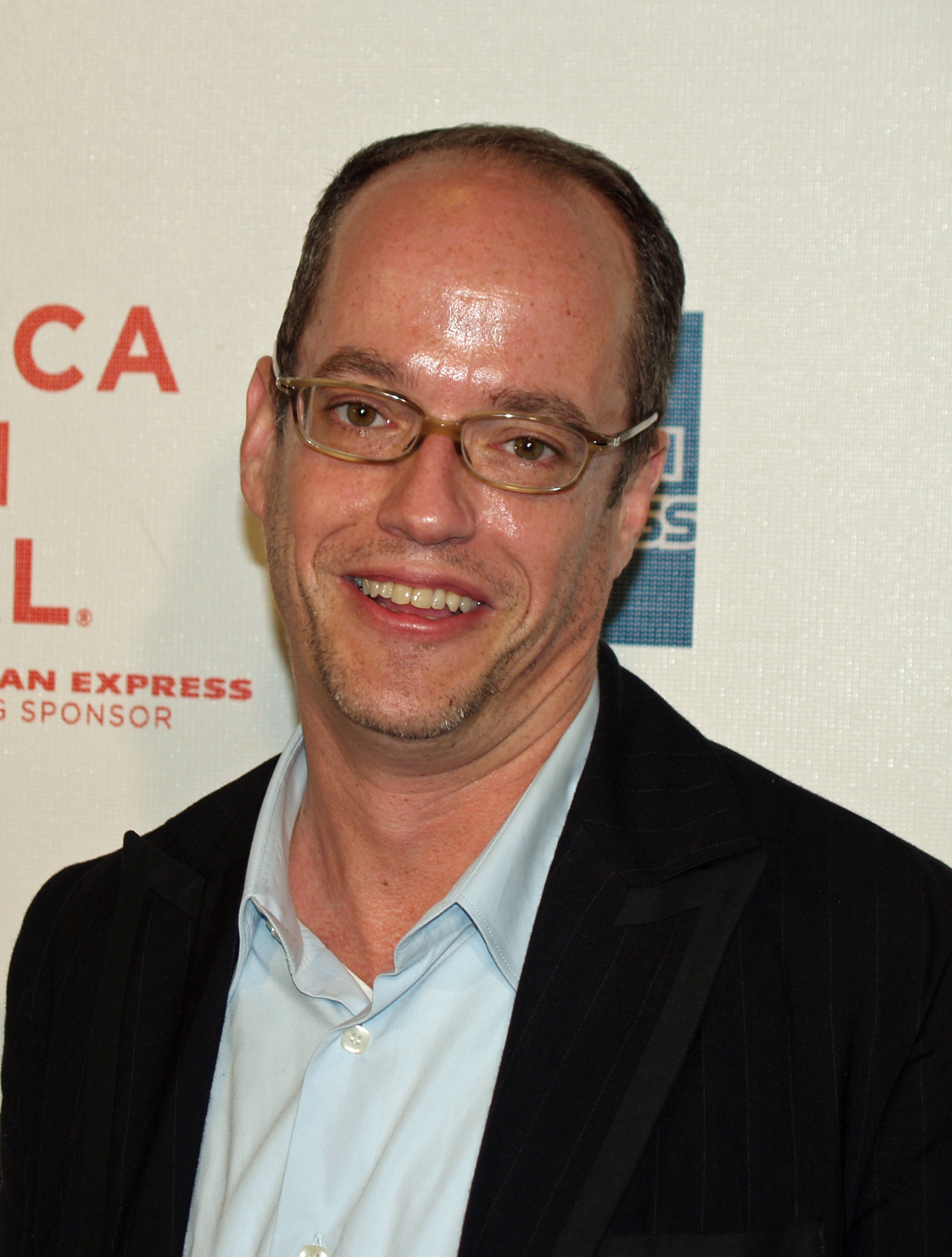
Tom Kalin bei der Premiere von Savage Grace auf dem Tribeca Film Festival

Tom Kalin (* 1962 in Chicago) ist ein US-amerikanischer Drehbuchautor, Filmregisseur und Filmproduzent.

## Leben
Kalin wurde 1962 geboren. Nach seiner Schulzeit wurde er in der Filmbranche tätig. Als Drehbuchautor schrieb er in den 1990er und 2000er mehrere Filmdrehbücher. Des Weiteren ist er als Filmregisseur tätig und drehte Filme wie Wilde Unschuld, Swoon und The Robots of Sodom.
Als Filmproduzent arbeitete er an Filmen wie I Shot Andy Warhol und Go Fish. Neben seinen Filmen schuf Kalin eine Reihe von Kurzfilmen. Viele seiner Filme behandeln das Thema LGBT und AIDS und er gilt als wichtiger Wegbereiter des New Queer Cinema. Kalins Werke wurden mehrfach bei verschiedenen Filmfestivals nominiert. Kalin unterrichtete zeitweise Filmstudiengruppen an der Columbia University School of Arts.

## Filmografie

### Filmregisseur
- 1992: Swoon
- 1992: Nation
- 1993: Geoffrey Beene 30
- 1994: Nomads
- 1996: Plain Pleasures
- 1999: Third Known Nest
- 2003: The Robots of Sodom
- 2007: Wilde Unschuld

### Drehbuchschreiber
- 1992: Swoon
- 1992: Nation
- 1993: Geoffrey Beene 30
- 1997: Office Killer
- 1999: Third Known Nest

### Filmproduzent
- 1992: Swoon
- 1994: Go Fish
- 1996: I Shot Andy Warhol